# Julius Klengel

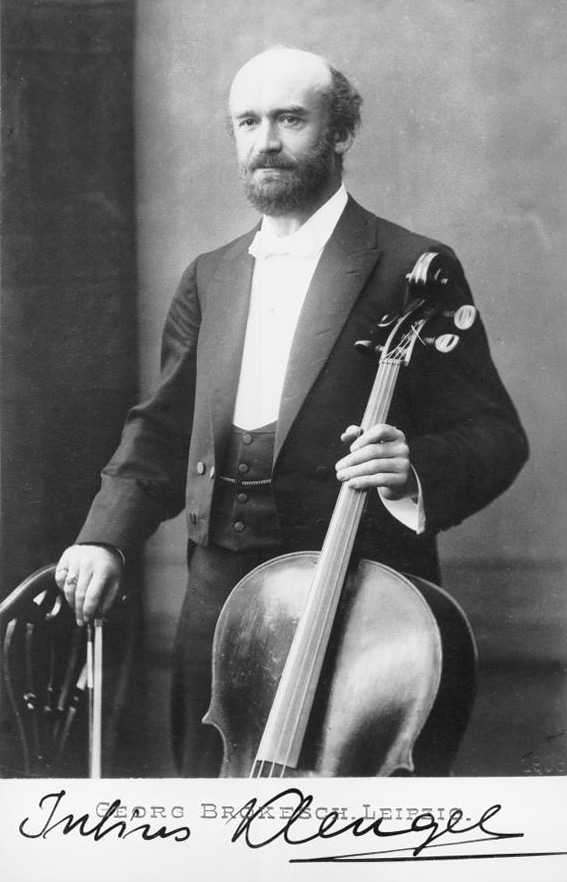
Julius Klengel (1903)

Julius Klengel (Leipzig, 24 september 1859 - 27 oktober 1933) was een Duits cellist en componist die met name bekend werd vanwege zijn etudes en solowerken voor cello.
Klengel was zoon van een advocaat. In zijn jeugd kreeg hij cellolessen van Emil Hegar. Op 15-jarige leeftijd trad hij toe tot het Leipziger Gewandhausorchester. In 1881 werd hij eerste solocellist van dit orkest. Ter ere van zijn vijftigjarig jubileum, dat samenviel met zijn afscheid in 1924, soleerde hij in een dubbelconcert dat hij zelf had gecomponeerd.
Daarnaast was hij docent aan het conservatorium van Leipzig en componeerde hij honderden werken voor de cello, waaronder vier concertos, twee dubbelconcertos en talrijke etudes en technische stukken.
Zijn zuster, de pianiste Pauline Klengel, trouwde met de Nederlandse musicus Engelbert Röntgen. 
- Bibsys: 3086942
- Biblioteca Nacional de España: XX5053195
- Bibliothèque nationale de France: cb13927070d (data)
- Catàleg d'autoritats de noms i títols de Catalunya: 981058594845406706
- CiNii: DA09643826
- Gemeinsame Normdatei: 116230797
- International Standard Name Identifier: 0000 0001 0891 9335
- Library of Congress Control Number: n82085725
- Nationale Bibliotheek van Letland: 000181495
- MusicBrainz: 8ff57118-8419-45b6-b063-7c35e012638c
- Nationale Bibliotheek van Tsjechië: xx0023131
- Nationale bibliotheek van Australië: 35808125
- Nationale Bibliotheek van Israël: 987007263959705171
- Nationale Bibliotheek van Polen: a0000001211701
- Nederlandse Thesaurus van Auteursnamen: 09683207X
- Réseau des bibliothèques de Suisse occidentale: 02-A003459242
- SNAC: w64t6wbv
- Système universitaire de documentation: 158053842
- Trove: 1096735
- Virtual International Authority File: 42027926
- WorldCat: E39PBJv8F96vxxc4Mxxh493WjC